# Campionati del mondo di ciclismo su pista 2020 - Americana maschile
La gara americana maschile ai Campionati del mondo di ciclismo su pista 2020 si è svolta il 1º marzo 2020 su un percorso di 200 giri per un totale di 50 km/h con sprint intermedi ogni 10 giri, di cui l'ultimo con punti doppi. La vittoria andò alla squadra danese che concluse il percorso con il tempo di 51'03" alla media di 58,754 km/h.
Accreditate alla partenza 18 squadre, delle quali 17 presero il via e 15 completarono la gara.

## Podio
| Pos.    | Atleta                             | Nazionalità   |
| ------- | ---------------------------------- | ------------- |
| Oro     | Lasse Norman Hansen Michael Mørkøv | Danimarca     |
| Argento | Campbell Stewart Aaron Gate        | Nuova Zelanda |
| Bronzo  | Roger Kluge Theo Reinhardt         | Germania      |

## Risultati
| Posizione | Nazione       | Atleti                                    | Punti giri | Punti sprint | Totale |
| --------- | ------------- | ----------------------------------------- | ---------- | ------------ | ------ |
| 1         | Danimarca     | Lasse Norman Hansen Michael Mørkøv        | 20         | 42           | 62     |
| 2         | Nuova Zelanda | Campbell Stewart Aaron Gate               | 0          | 33           | 33     |
| 3         | Germania      | Roger Kluge Theo Reinhardt                | 0          | 32           | 32     |
| 4         | Paesi Bassi   | Jan-Willem van Schip Yoeri Havik          | 0          | 29           | 29     |
| 5         | Belgio        | Kenny De Ketele Robbe Ghys                | 0          | 23           | 23     |
| 6         | Francia       | Benjamin Thomas Donavan Grondin           | 0          | 14           | 14     |
| 7         | Italia        | Elia Viviani Simone Consonni              | 0          | 11           | 11     |
| 8         | Svizzera      | Théry Schir Robin Froidevaux              | 0          | 9            | 9      |
| 9         | Gran Bretagna | Ethan Hayter Oliver Wood                  | 0          | 9            | 9      |
| 10        | Spagna        | Sebastián Mora Albert Torres              | 0          | 5            | 5      |
| 11        | Irlanda       | Mark Downey Felix English                 | 0          | 3            | 3      |
| 12        | Polonia       | Daniel Staniszewski Wojciech Pszczolarski | 0          | 2            | 2      |
| 13        | Austria       | Andreas Graf Andreas Müller               | −20        | 5            | −15    |
| 14        | Portogallo    | Iúri Leitão Ivo Oliveira                  | −20        | 3            | −17    |
| 15        | Australia     | Cameron Meyer Sam Welsford                | −40        | 7            | −33    |
| 16        | Stati Uniti   | Daniel Holloway Adrian Hegyvary           | −20        | DNF          | DNF    |
| 16        | Hong Kong     | Cheung King Lok Leung Chun Wing           | −20        | DNF          | DNF    |
| 18        | Bielorussia   | Raman Tsishkou Jaŭheni Karalëk            | DNS        | DNS          | DNS    |

Nota:
 DNF = ritirati
 DNS = non partiti